# Universitatea Indiana Bloomington
Universitatea Indiana Bloomington (Indiana University Bloomington, IU Bloomington) este o universitate publică de cercetare situată în Bloomington, Indiana, Statele Unite. Este cea mai mare și cea mai veche instituție a sistemului Universității Indiana, fiind fondată în anul 1820. IU Bloomington este clasată ca o universitate cu activitate de cercetare intensă („R1” în clasificarea Carnegie).
IU Bloomington are un campus de aproximativ 770 de hectare, recunoscut pentru arhitectura sa în stil gotic și peisajul natural. Printre clădirile importante se numără Biblioteca Herman B Wells⁠(d), care găzduiește peste 4,6 milioane de volume, și Jacobs School of Music⁠(d), una dintre cele mai prestigioase școli de muzică din lume. Universitatea Indiana Bloomington are peste 45.000 de studenți. Universitatea oferă peste 550 de programe academice, incluzând licență, masterat și doctorat. Echipa sportivă Indiana Hoosiers concurează în NCAA Division I și face parte din conferința Big Ten. Baschetul masculin al universității este deosebit de faimos, având cinci campionate naționale câștigate.